# 黃陞
黃陞（1570年—1611年），號挹軒，河南歸德府睢州人。明朝政治人物。同進士出身。

## 生平
萬曆十九年（1591年）辛卯科河南鄉試第一名，萬曆二十六年（1598年），登戊戌科進士，入读中秘书，二十八年行取，二十九年授山東道御史，本年巡视南城，三十年巡视西城，尋奉命陕西巡茶，次年十一月巡按陕西，三十三年四月改督南畿学政，三十三年乙巳丁母憂歸。三十八年復除山东道御史，提调北直隶学政。三十九年卒。

## 家族
曾祖黄闵，祖黄冈，父黄西，字子和，号南溪。母周氏。